# ثورا بیورگ هلگا
ثورا بیورگ هلگا (ایسلندی: Thora Bjorg Helga) بازیگر اهل ایسلند است.
از فیلم‌ها یا مجموعه‌های تلویزیونی که وی در آن‌ها نقش داشته است، می‌توان به «خون مردان شجاع» (۲۰۱۴) اشاره نمود.